# Esercito cristero
L'esercito cristero era l'esercito formato dai cattolici messicani che parteciparono alla guerra cristera del 1926-1929 contro il governo di Plutarco Elías Calles.
La Costituzione del 1917 negava lo status giuridico alle chiese, vietava la partecipazione del clero alla politica, privava le chiese del diritto di possedere proprietà immobiliari e impediva il culto pubblico al di fuori degli edifici religiosi. Questo esercito aveva come obiettivo di resistere a queste politiche e impedire che trovassero attuazione. La milizia cristera era composta da diversi settori della società e con membri provenienti principalmente da Jalisco, Guanajuato, Colima, Nayarit e Michoacán, ma in seguito altri cattolici provenienti da diverse parti della Repubblica messicana si unirono a questo movimento.